# Jorge Taiana

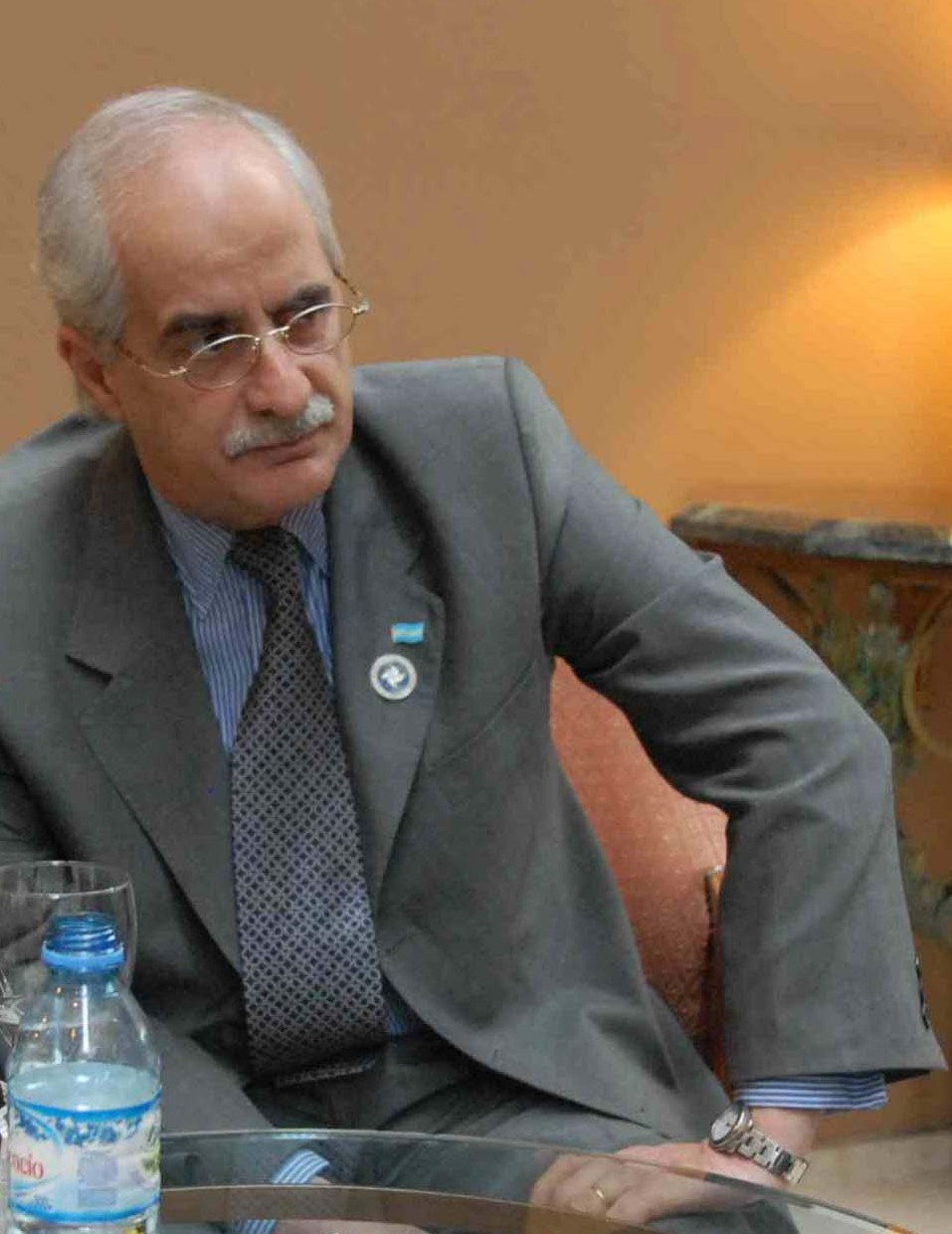
Jorge Taiana

Jorge Enrique Taiana (* 31. Mai 1950 in Buenos Aires) ist ein argentinischer Diplomat und Politiker der Peronistischen Partei. Unter den Regierungen von Néstor Kirchner und Cristina Fernández de Kirchner war er vom 1. Dezember 2005 bis zum 19. Juni 2010 Außenminister. Vom 10. August 2021 bis zum 10. Dezember 2023 war er im Kabinett Fernández argentinischer Verteidigungsminister. 

## Leben
Jorge Taiana schloss das Colegio Nacional Buenos Aires 1968 mit der Erreichung des Abiturs (Bachiller) ab. Anschließend studierte er Soziologie an der Universidad de Buenos Aires, wo er 1972 mit dem Titel eines Licenciado abschloss. Von 1983 bis 1989 nahm er erfolgreich an einem Magisterkurs in Sozialwissenschaften an der Facultad Latinoamericana de Ciencias Sociales (FLACSO) teil. 
Jorge Taiana war Forscher an der Universidad Nacional de Quilmes und arbeitete auf dem Gebiet der Menschenrechte, in dem er große Anerkennung fand.
In den 1970er Jahren arbeitete er neben seinem Vater im Erziehungsministerium und erwarb sich einen Ruf als militanter Peronist. Trotz Todesdrohungen der Alianza Anticomunista Argentina entschied er sich für ein Verbleiben in Argentinien. 1975 wurde er verhaftet und bezahlte seine Entscheidung mit sieben Jahren Gefängnis, die meiste Zeit davon im Gefängnis von Rawson.
Nach seiner Entlassung aus dem Gefängnis arbeitete Taiana im akademischen Umfeld, bis er zum Berater des Komitees für auswärtige Angelegenheiten der Abgeordnetenkammer ernannt wurde (1987–1989). Ab 1989 durchlief er verschiedene Posten im Außenministerium. Zwischen 1992 und 1995 vertrat er Argentinien als Botschafter in Guatemala und Belize. 1996 bis 2001 war er geschäftsführender Direktor der Interamerikanischen Kommission für Menschenrechte der OAS. Seine Kandidatur für diese Aufgabe erfuhr eine breite Unterstützung in Lateinamerika.
Präsident Kirchner ernannte Taiana am 1. Dezember 2005 zum Außenminister. Er löste dabei Rafael Bielsa ab, dessen Vertreter er seit 2003 gewesen war. Als Außenminister führte Taiana den Vorsitz über den Sicherheitsrat der Vereinten Nationen. Er befasste sich, neben anderen Themen, mit den argentinischen Außenbeziehungen, mit Fragen des argentinischen Souveränitätsanspruchs, wie dem Problem der Falklandinseln, dem Konflikt Argentiniens mit Uruguay wegen der Papierfabriken sowie des Beitritts Venezuelas zum Mercosur.
Im Jahr 2010 trat Taiana aus persönlichen Gründen als Minister zurück. Ab 2013 war er Abgeordneter für die Frente para la Victoria auf Provinzebene und ab 2015 Abgeordneter im Parlament des Mercosur. Im Jahr 2019 rückte er für die designierte Vizepräsidenten Cristina Fernández de Kirchner in den Senado nach. Am 10. August 2021 wurde er zum Verteidigungsminister im Kabinett Fernández ernannt. Er behielt diese Position bis zum 10. Dezember 2023.
Taiana ist Sohn von Jorge Alberto Taiana, des persönlichen Arztes von Juan Perón. Er ist verheiratet und hat drei Kinder.